# Гірнича енциклопедія

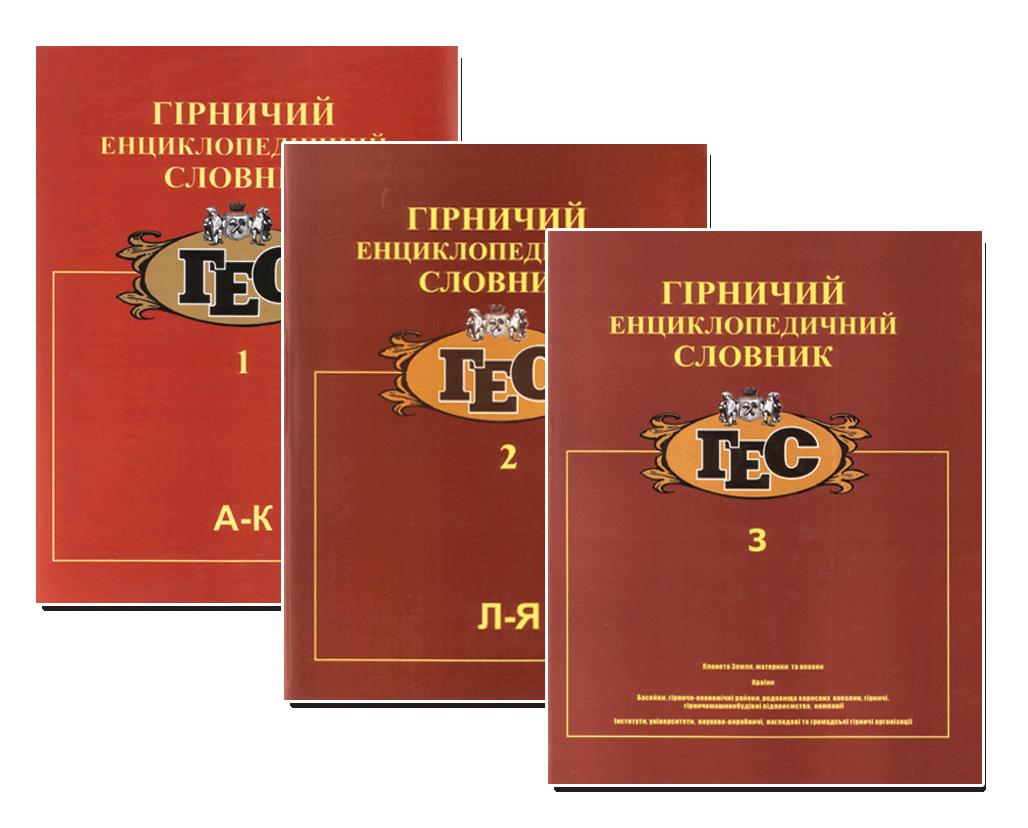
Гірничий енциклопедичний словник.

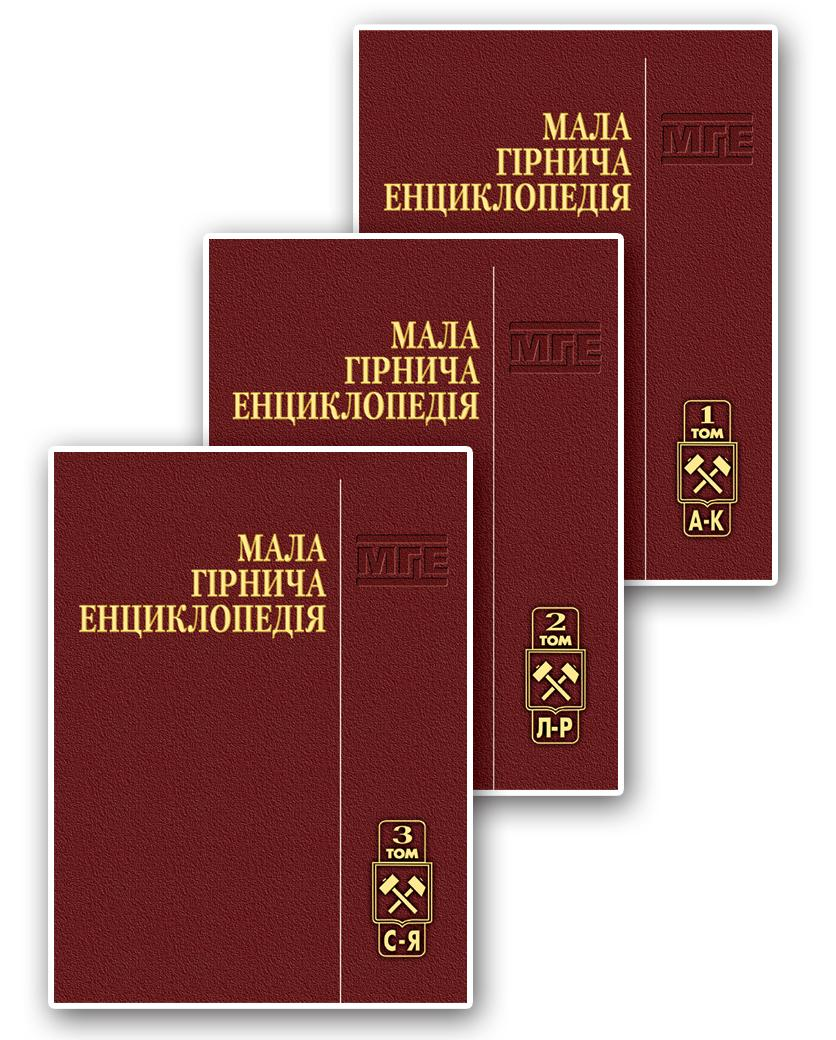
Мала гірнича енциклопедія.

«Гірнича енциклопедія» — ініціативний проєкт підготовки і видання друком вітчизняних фундаментальних довідкових праць з гірництва. 

## Загальний опис
Автор, керівник проєкту і науковий редактор — доктор технічних наук Білецький В. С. В рамках проєкту вперше узагальнено україномовну термінологічну базу в гірництві. У проєкті брало участь близько 150 провідних науковців в галузі гірництва і наук про Землю, а також точних наук з України. Закордонні учасники проєкту — з Польщі, Росії, США.
За проєктом підготовлено і видано:
- Перший етап. Тлумачний гірничий словник — 1998 р. Донецький національний технічний університет
- Другий етап. Гірничий енциклопедичний словник у трьох томах — 2001, 2002, 2004 рр. Східний видавничий дім, Донецьк.
- Третій етап. Мала гірнича енциклопедія, т.1 і т.2 — 2004, 2007 рр. — видавництво «Донбас», Донецьк. т.3. — «Східний видавничий дім». — 2013.

Цикл «Гірнича енциклопедія» включає 6 основних книг на 3832 сторінках формату А4, обсягом 658 друкованих аркушів, які складають два фундаментальних енциклопедичних видання: «Гірничий енциклопедичний словник» (2001—2004 рр.) і «Мала гірнича енциклопедія» (2004—2013 рр.). 
Крім того, проєкт передбачав підготовку і видання ряду похідних видань (дочірні проєкти) — словники з мінералогії, екології і безпеки праці у гірничій промисловості, монографії з історії гірництва, підготовку серії видань-пам'яток гірничої науки (зокрема Г. Аґріколи), словників-довідників та іншої довідкової літератури з нафто- і газовидобування, петрографії, маркшейдерії тощо.
У 2017 р. проєкт «Гірнича енциклопедія» Харківським національним університетом імені В. Н. Каразіна висунуто на Державну премію України в галузі освіти.
Проект Гірнича енциклопедія зініціював і уможливив, станом на 2025 р., понад 250 навчальних видань і активно використовується в гірничій освіті і науці України та суміжних галузях

## Додаткова інформація
- Електронна версія
  - 1-й том
  - 2-й том [Архівовано 28 березня 2018 у Wayback Machine.]
  - 3-й том